# Rassoul Labuchin
Joseph Yves Médard, més conegut pel seu nom artístic Rassoul Labuchin, és un cineasta, poeta, novel·lista, dramaturg, actor i director nascut a Pétion-Ville el 30 de març de 1938.
La seva obra reflecteix els dos grans compromisos que van definir la seva personalitat i van marcar la seva trajectòria: la promoció del crioll i la lluita política per la defensa de la classe obrera i contra les injustícies socials.

## Biografia

### Els anys de formació (1940-1959)
| « | Tenia 6 anys, vivíem al costat del centre penitenciari nacional. I allà vaig veure arribar presoners que estaven colpejant... i vaig tenir un horror de la presó | » |

Des de petit, Rassoul Labuchin es va enfrontar a les vicissituds d'un clima polític i familiar inestable i es va despertar als plaers de les arts, tant literàries com cinematogràfiques, en les quals va trobar refugi per fugir de la vida quotidiana.
Dumarsais Estimé, elegit president el 1946, volia restablir l'equilibri entre la comunitat negra (principalment treballadors, camperols i pobres) i la comunitat mulata (política, econòmica i militar). Els seus pares, el pare d'una família musulmana negra i la mare, una jueva de pell clara, es van divorciar molt aviat en la vida del jove. El seu barri d'infantesa, on va assistir a l'escola Jean Marie Guilloux, es troba al costat de la presó). Presenciant la brutalitat policial cap als presos, va desenvolupar una profunda aversió cap a les presons.
Paral·lelament, el seu pare, amb qui freqüentava els cinemes cada cap de setmana, el va introduir molt aviat al cinema, i a la literatura per la seva mare. Jacques Prévert, per la seva “simplicitat d'escriptura” i la novel·la “Gouverneurs de la rosée”, de Jacques Roumain, per la seva manera d'il·lustrar la pagesia haitiana, són pedres d'assises que va marcar profundament el jove poeta, dramaturg i cineasta en formació.
Encara era un adolescent quan la família es va traslladar a la Rue de Chavannes, a Pétion-Ville, molt a prop de Radio-Caraïbes. Serà testimoni del període d'incertesa anterior a les eleccions de 1957 i la victòria de François Duvalier.
Després dels estudis secundaris al Lycée Alexandre Pétion i dels estudis d'enginyeria civil a la Universitat de Leconte, va ingressar a la Société Nationale d'Art Dramatique (SNAD) on va prendre classes de teatre amb Gabriel Imbert.s en aquesta escola, considerada per la dictadura duvalierista com a “lloc de trobada dels marxistes» que va descobrir els escrits de Karl Marx i Friedrich Engels mentre feia campanya a la Intersindical d'Haïti i a la Lliga Juvenil progressistes d'Haití. La seva participació al diari de la Lliga, el "Coucourouge", a través de la seva notorietat a la comunitat, va cridar l'atenció de Gérard Pierre-Charles, Gérald Brisson i, sobretot , Jacques Stephen Alexis, figura destacada de la resistència a la dictadura de François Duvalier.
El 1959, va fundar el Mouvement Théâtral Ouvrier (MTO). Va ser durant una reunió a Source Matelas per a un projecte de creació d'una cooperativa agrícola que va conèixer per primera vegada l'Alexis. D'aquesta reunió va néixer una fructífera col·laboració que va veure Rassoul Labuchin convertir-se en membre del Parti d'entente populaire (PEP) com a "representant de la joventut " .

### Els anys militants (1960-1969)
| « | Vaig viure en diversos barris... Una trentena de barris... Perquè sóc algú que cada vegada que tenia la sospita que els tontons macoutes anaven a passar per casa meva, ràpidament ha canviat de barri. | » |

A la tardor de 1960, va formar part de la delegació haitiana, encapçalada per Jacques Stephen Alexis, convidat a la segona Conferència Mundial de Partits Comunistes a Moscou com a representant de la joventut haitiana dins del Parti d'entente populaire. Un llarg viatge, que el va portar de Berna a Moscou després a Irkutsk on va conèixer Ho Chi Minh amb qui va compartir un vol a Pequín. Allí, va ser portat a la presència de Mao Zedong i Zhou Enlai i va assistir a la llarga discussió entre el líder xinès i Jacques Stephen Alexis.
Aquesta incursió als països orientals va cridar l'atenció de la dictadura duvalierista i, a diferència de Jacques Stephen Alexis que va ser torturat i assassinat l'abril de 1961, aconsegueix tornar al país sense ser detectat i s'ha de refugiar en la clandestinitat.
Sovint canvia de barri i, en part, troba refugi entre els pagesos que l'inspiren el crioll. De 1962 a 1968, va escriure tres col·leccions de poesia en l'idioma dels seus avantpassats que serà traduït a l'anglès, castellà, francès, neerlandès, danès i rus.
El 1968, menys de tres mesos després del seu matrimoni amb Michaële Lafontant, va ser detingut per primera vegada a casa seva del districte Canapé-Vert de Pétion. -Ville i portat a la Caserna Dessalines on va ser torturat i apallissat, negant-se a signar un document exigit per François Duvalier exigint la seva renúncia a la lluita liderada pels joves marxistes. Hi va restar més d'un mes.

### Els anys del cinema (1970-1989)
| « | Estava molt boig, vaig somiar amb un dia fer pel·lícules, des dels 7 anys. I a casa ens vam divertir amb bobines de fil i personatges de cartró. Per fer-los moure. Ja era un somni per a mi perquè anàvem sovint al cinema. | » |

Els anys de formació i activisme van arribar a bon port, en els anys 70 i 80, d'una prolífica producció artística que veu florir els pensaments del jove Rassoul Labuchin en un eclèctic impuls creatiu desplegant-se tant a través del conte (Le Ficus escrit en col·laboració amb la seva dona Michaëlle Lafontant-Médard) i la notícia que el teatre i el cinema.
La seva primera “trobada” amb el cinema es remunta a l'any 1974 quan va interpretar el paper de Laurélien a la pel·lícula Les Gouverneurs de la rosée de Maurice Failevic, en la que també participa en l'elecció dels actors. Posteriorment va col·laborar, com a guionista, a la pel·lícula de Raphaël Stines Map Pale nèt.
Després dirigí Anita, tant la primera pel·lícula com l'obra principal, descrita com la primera obra haitiana d'èxit a Le Dictionnaire Larousse du cinéma. La gènesi d'Anita arrela durant una invitació a Bèlgica on coneix Jules Brunin, autor de l'Enfer des gosses. A partir de la lectura del llibre i les seves discussions posteriors, va sorgir la idea de fer una pel·lícula, en crioll, sobre la realitat dels nens a Haití. Aquesta idea és tant més adequada atès que l'ONU acaba de declarar el 1979 com a “Any Internacional dels Infants del Món”. Obligat per l'estructura financera, la pel·lícula està coproduïda per Michaëlle Lafontant-Médard i Rolf Orthel, el rodatge té lloc a Haití i el muntatge de la pel·lícula als Països Baixos. Una obra tant poètica com compromesa, Anita és, segons l'autor: "l'extensió del que he aconseguit en les meves obres escrites" i forma part, amb "Mapa Palé Nèt i Le Bel indiferent; Olivia ” de les úniques tres pel·lícules produïdes a Haití durant la dictadura de Duvalier. El rodatge va començar el 14 de gener de 1980, va durar un mes i convoca els actors de la troupe Konbit Pitit Kay , de Chantal Guerrier en el paper d'Anita i TiCorn en el paper de Cindy. La pel·lícula es va projectar per primera vegada a la premsa l'agost i setembre de 1980, i va tenir la seva gran estrena al públic el 5 d'octubre del mateix any al Cinéma Triomphe de Port-au-Prince.
El dilluns 29 d'agost de 1983, pocs mesos després del seu retorn de l'exili a Mèxic on estava acabant la seva segona pel·lícula, Joumankolé, Labuchin va ser detingut de nou i conduït a les casernes Dessalines. Hi va passar 32 dies. La seva negativa a treballar per al Panteó Nacional va provocar la ira del president. La seva dona i els seus dos fills es van refugiar a l'ambaixada de França per pressionar per al seu alliberament. En ser alliberat, va ser exiliat a França.
El 1986. Va obtenir un petit paper a la pel·lícula Descente aux enfers de Francis Girod amb Claude Brasseur i Sophie Marceau.

### Els anys polítics (1990-2009)
| « | Aristide em va convocar i allí, em va dir sense fer cap pretensió, m'agradaria que fossis l'alcalde de Port-au-Prince. | » |

El 1986, Jean-Claude Duvalier va ser destituït. Va seguir un període d'incertesa que va portar a l'elecció de Jean-Bertrand Aristide el 16 de desembre de 1990. Va nomenar Rassoul Labuchin director del Teatre Nacional el 1991. Un càrrec que va perdre arran de l'enderrocament d'Aristide el 30 de setembre de 1991 i que va recuperar entre 1996 i 2001 quan Aristide va tornar a la presidència. L'any 2002, amb ganes d'omplir un buit administratiu, Aristide li va oferir l'alcaldia de Port-au-Prince que va ocupar fins a la prematura marxa d'Aristide el 2004.
Va aprofitar el seu pas a l'ajuntament per posar en marxa el projecte d'òpera criolla, per a la qual va escriure el llibret i Ipharès Blain la música. De la seva col·laboració va néixer Maryag Lenglensou, la primera òpera haitiana, considerada per Paul Élie Lévy, aleshores director de l'Institut Francès d'Haití, com una estrena mundial.
La gran estrena de l'òpera, prevista per primer cop per al 2 de gener de 2004, però retardada per motius polítics, finalment va tenir lloc l'1 de juliol de 2006 a Port-au-Prince gràcies al finançament de la fundació holandesa Doën. L'obra, la producció de la qual va ser objecte d'un llibre: « Un opéra en Haïti : Maryaj Lenglensou » de Lucie Hubert i d'un documental de Hans Fels : Le Maryaj Lenglesou, The Blood Wedding, té molt èxit a Haití, on es reprodueix a una vintena de ciutats fins al 2007.

### Els anys de Mont-real (2010 fins avui)
| « | "Vaig sentir dos o tres llibres que em caien a sobre... i després hi va haver els tremolors, un terratrèmol. | » |

El 12 de gener de 2010, la casa de Rassoul Labuchin es va ensorrar. Va deixar Port-au-Prince cap a l'Havana i posteriorment es va establir a Montreal, el març del mateix any, amb l'ajuda del seu fill Dimitri.
Des de la seva arribada, es va implicar en la promoció de la literatura criolla al Quebec i va començar a escriure un llibre: Les Yeux de l'aube, publicat el desembre de 2012. El dimarts 3 de setembre de 2013 se li va retre homenatge al « ciné-mardi du Vétiver » amb venda-signatura del seu llibre i projecció del documental sobre la seva òpera.
Des del 2011, és un dels principals actors del moviment que pretén llançar una gran ofensiva legal contra l'expresident Jean-Claude Duvalier. Moviment que reuneix el Comitè contra la Impunitat i la Justícia a Haití, el Centre Canadenc per a la Justícia Internacional i el Centre Internacional de Criminologia Comparada de la Universitat de Montreal que va ser objecte d'un informe d’Advocats sense Fronteres Canadà el 2018.
El 3 d'octubre de 2020, 40 anys després de la seva estrena, la pel·lícula Anita és objecte d'una presentació especial al 16è Festival de cinema negre de Montreal seguida d'una taula rodona en la qual va participar el director, Rassoul Labuchin, aleshores de 81 anys.

## Filmografia
Actor
- 1974 : Gouverneurs de la rosée, dir : Maurice Failevic.
- 1986 : Descente aux enfers, dir: Francis Girod.

Director i guionista
- 1980 : Anita, fille d'Haïti
- 1983 : Jourmankolé

## Publicacions principals
Conte i poesia
- 1962 : Trois colliers maldioc
- 1964 : Compère
- 1968 : Dégui
- 1971 : Le Ficus

Novel·la
- 1979 : Et la fête sera belle
- 2012 : Les Yeux de l'aube

Teatre i òpera
- 1972 : Le Roi Moko
- 1976 : Ti-Crabe et Grenadine
- 1977 : Map Palè Net
- 2007 : Maryaj Lenglensou